# Australische Cricket-Nationalmannschaft in Neuseeland in der Saison 1973/74
Die Tour der australischen Cricket-Nationalmannschaft nach Neuseeland in der Saison 1973/74 fand vom 1. bis zum 31. März 1974 statt. Die internationale Cricket-Tour war Bestandteil der Internationalen Cricket-Saison 1973/74 und umfasste drei Tests und zwei ODIs. Australien gewann die ODI-Serie 2–0, während die Test-Serie 1–1 unentschieden endete.

## Vorgeschichte
Beiden Mannschaften spielten direkt zuvor eine Tour in Australien gegeneinander, bei der Australien die Test-Serie 2–0 gewann.

## Stadien
Die folgenden Stadien wurden für die Tour als Austragungsort vorgesehen.
| Stadion        | Stadt        | Kapazität | Spiele          |
| -------------- | ------------ | --------- | --------------- |
| Eden Park      | Auckland     | 50.000    | 3. Test         |
| Lancaster Park | Christchurch | 38.628    | 2. Test; 2. ODI |
| Carisbrook     | Dunedin      | 29.000    | 1. ODI          |
| Basin Reserve  | Wellington   | 11.000    | 1. Test         |

## Kaderlisten
Die Teams benannten die folgenden Kader.
| Test | Test | ODI | ODI |
| Neuseeland | Australien | Neuseeland | Australien |
| --- | --- | --- | --- |
| - Bevan Congdon (K) - Mark Burgess - Richard Collinge - Jeremy Coney - Dayle Hadlee - Richard Hadlee - Brian Hastings - Hadley Howarth - John Morrison - John Parker - Glenn Turner - Ken Wadsworth (wk) - Murrey Webb | - Ian Chappell (K) - Greg Chappell - Ian Davis - Geoff Dymock - Gary Gilmour - Ashley Mallett - Rod Marsh (wk) - Kerry O’Keeffe - Ian Redpath - Keith Stackpole - Max Walker - Doug Walters | - Bevan Congdon (K) - Mark Burgess - Lance Cairns - Richard Collinge - Peter Coman - Dayle Hadlee - Richard Hadlee - Brian Hastings - David O’Sullivan - John Parker - Vic Pollard - Glenn Turner - Ken Wadsworth (wk) | - Ian Chappell (K) - Ray Bright - Greg Chappell - Ian Davis - Geoff Dymock - Gary Gilmour - Ashley Mallett - Rod Marsh (wk) - Ian Redpath - Keith Stackpole - Max Walker - Doug Walters - Ashley Woodcock |

## Tests

### Erster Test in Wellington
| 1. – 6. März Scorecard | Wellington (BR) | Australien 511-6d (105.5) & 460-8d (101) | – | Neuseeland 484 (169) |
|                        |                 | Remis                                    |   |                      |

Australien gewann den Münzwurf und entschied sich als Schlagmannschaft zu beginnen.

### Zweiter Test in Christchurch
| 8. – 13. März Scorecard | Christchurch (LP) | Australien 223 (58.2) & 259 (67.4) | – | Neuseeland 255 (73.6) & 230-5 (83.6) |
|                         |                   | Neuseeland gewinnt mit 5 Wickets   |   |                                      |

Neuseeland gewann den Münzwurf und entschied sich als Feldmannschaft zu beginnen.

### Dritter Test in Auckland
| 22. – 24. März Scorecard | Auckland | Australien 221 (46.2) & 346 (79.4) | – | Neuseeland 112 (30.2) & 158 (53) |
|                          |          | Australien gewinnt mit 297 Runs    |   |                                  |

Neuseeland gewann den Münzwurf und entschied sich als Feldmannschaft zu beginnen.

## One-Day Internationals

### Erstes ODI in Dunedin
| 30. März Scorecard | Dunedin | Neuseeland 194-9 (35/35)         | – | Australien 195-3 (24.3/35) |
|                    |         | Australien gewinnt mit 7 Wickets |   |                            |

Neuseeland gewann den Münzwurf und entschied sich als Schlagmannschaft zu beginnen.

### Zweites ODI in Christchurch
| 31. März Scorecard | Christchurch (LP) | Australien 265-5               | – | Neuseeland 234-6 (35/35) |
|                    |                   | Australien gewinnt mit 31 Runs |   |                          |

Australien gewann den Münzwurf und entschied sich als Schlagmannschaft zu beginnen.